# علبة (ثمرة)

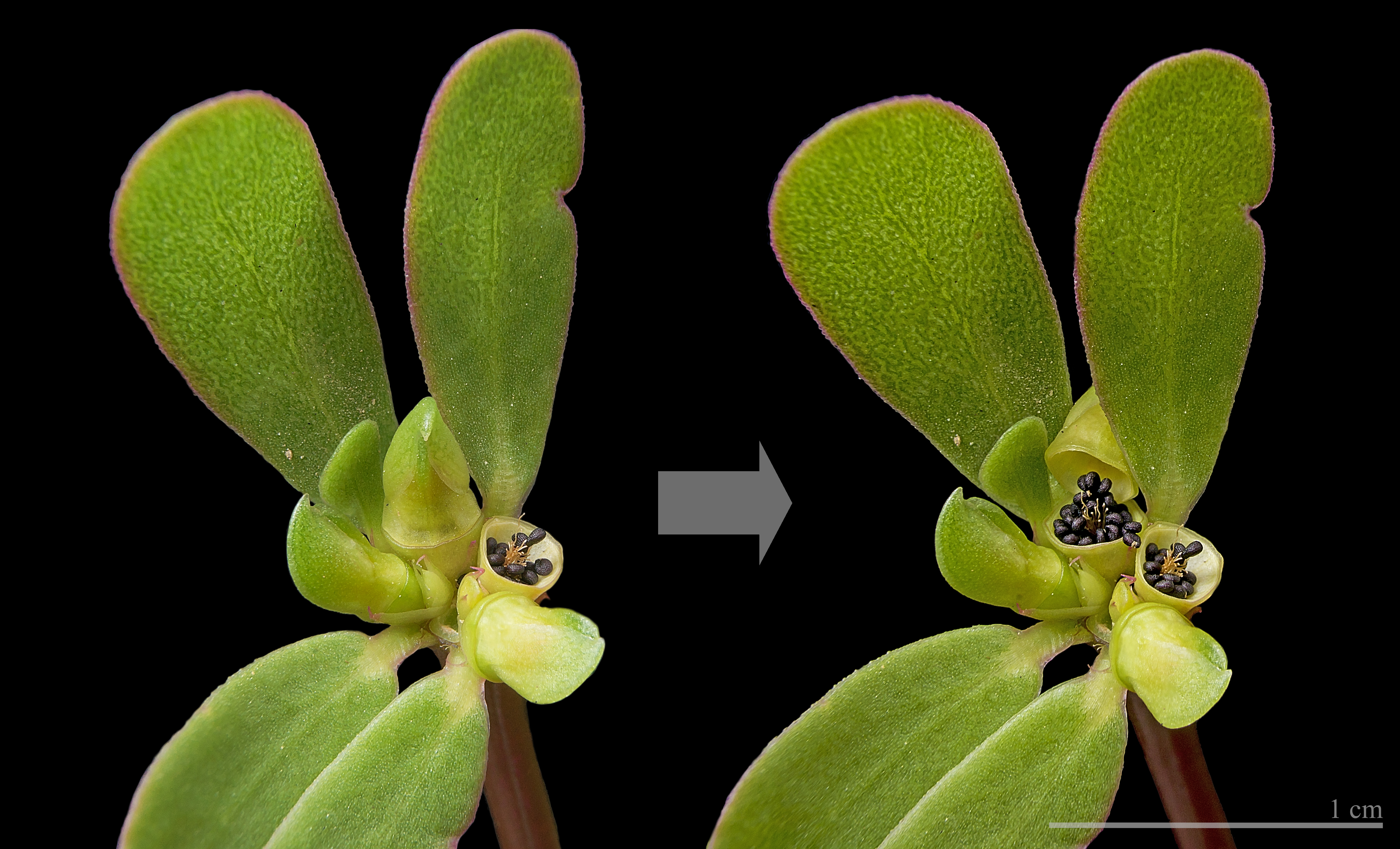

العلبة أو الكبسولة أو العُلَيْبَة أو الجَرْو أو الحِقّ أو الكُعْبُور (بالإنجليزية: Capsule)‏ هي من أنماط الثمرة وتتكون من خبائين أو أكثر. تحتوي عدداً كبيراً من البذور. من النباتات التي تنتج هذا النمط من الثمار القطن والصفصاف.